# 普京峰
弗拉基米爾·普京峰是天山系吉爾吉斯斯坦阿拉圖山脈的一座山峰。位於吉爾吉斯斯坦的楚河州。它於2011年2月17日以俄羅斯聯邦第二任總統弗拉基米爾·普京的名字命名，它原來是無名的。

## 外部連結
- Исключительный случай // Киргизские депутаты присвоили горе имя Путина （页面存档备份，存于）（俄語）
- Map K-43-053 （页面存档备份，存于）（俄語）